# Carcelia albatella
Carcelia albatella là một loài ruồi trong họ Tachinidae.